# Bërxulla alközség
Bërxulla alközség harmadik szintű közigazgatási egység Közép-Albánia nyugati részén, Tiranától kb. 12 kilométerre északnyugati irányban, a Tiranai-sík nyugati peremén. Tirana megyén belül Vora község alárendelt közigazgatási egysége. Székhelye Bërxulla, további települései Domja és Mukaj. A 2011-es népszámlálás alapján az alközség népessége 9883 fő.
Az alközség Alacsony-Albánia középső részén, a Tiranai-sík nyugati peremén, a Tirana folyó bal partján fekszik. Nagy része síksági terület, 42-47 méteres tengerszint feletti magasságban, nyugati peremén, Bërxullánál az Ysberisht-domb (Kodra e Ysberishtit, 193 m) háta választja el a Vorai-szorostól. Az alközség déli határán túl fut a Tiranát Durrësszal összekötő SH2-es főút, amelyről itt ágazik le északi irányba a Teréz anya repülőtérre vezető út (Rruga Aeroporti).